# Pseudoips erenkophila
Pseudoips erenkophila är en fjärilsart som beskrevs av Felix Bryk 1942. Pseudoips erenkophila ingår i släktet Pseudoips och familjen trågspinnare. Inga underarter finns listade.